# Тупијски језици
Тупијски језици су језичка породица заступљена у Јужној Америци, укључују 70-ак језика (живих и изумрлих). Најпознати језици ове породице су гварански и (класични) тупијски.

## Прадомовина
Према Родригезу (2007) прадомовина пратупијског језика је негде између река Гвапоре и Арипуана, у басену реке Мадеира. Велики део ове територије се налази у бразилској држави Рондонији. Од 10 подгрупа тупијских језика 5 је заступљено у овој држави. Према Родригезу пратупијски језик је био у употреби око 3000. п. н. е..

## Историја
Када су први Португалци допловили до обала Бразила, приметили су да на већем делу обале коју су посетили домороци говоре сличним језицима. Језуити су затим створили неколико књижевних језика, које су назвали лингва-жерал („општи језик”). Употреба ових језик је била широко распрострањена до 19. века. Најпознатији од ових језика је био класични (или старо) тупијски језик, чији је данашњи представник језик ненгату или „добри језик”, којим говоре староседеоци области Рио Негро.
У суседним шпанским колонијама, гварани, тупијски језик сродан старотупијском, је имао сличан развој, али је успео да се одржи као говорни језик и није га истиснуо шпански, за разлику од старотупијског кога је скоро потпуно заменио португалски. Данас гварански језик има 7 милиона говорника и један је од званичних језика Парагваја. 
Према Рибеиру тупијски језици су сродни карипским и макро-же језицима, са којима чине хипотетичку макропородицу же-тупи-карипски језици.

## Класификација
Према Родригезу и Кабралу (2012), језици ове породице се деле на две групе: западнотупијске и источнотупијске, који се даље деле на 10 погрупа.
Тупијски језици:
- западнотупијски језици:
  - арикемски језици (2 језика)
  - тупарски језици (6 језика)
  - мондејски језици (6 језика)
  - пуруборанско–рамарамски језици  (3 језика)
- источнотупијски језици:
  - јурунајски језици (3 језика)
  - мундурукуански језици (2 језика)
  - мавејски језик
  - аветски језик
  - тупијско-гварански језици (50 језика)